# カイリー・シェルトン
カイリー・シェルトン（Khiry Shelton、1993年6月26日 - ）は、アメリカ合衆国出身のサッカー選手。スポルティング・カンザスシティ所属。ポジションはFW。

## クラブ経歴
2015年1月15日、MLSスーパードラフトで1巡目(全体2位)にニューヨーク・シティFCに指名された。
2017年12月14日、サード・アブドゥル＝サラームとのトレードでスポルティング・カンザスシティに移籍。
2019年1月5日、2. ブンデスリーガのSCパーダーボルン07と2021年6月30日までの契約を結んだ。
2019年12月9日、古巣スポルティング・カンザスシティに復帰することが発表された。2022年までの契約で、2023年まで延長するオプションがついている。

## 代表歴
2010年にU-18アメリカ合衆国代表チームに招集され、カリフォルニアでのトレーニングキャンプに参加した後、2010年12月にイスラエルに飛び立ち、イスラエル、フランス、ドイツ各代表との国際大会に出場した。シェルトンは3試合すべてに出場したが、どの試合でも得点できなかった。
その後、長期にわたって代表から遠ざかったが、2015年のMLSスーパードラフトでニューヨーク・シティFCに指名されたこともあり、2015年3月のボスニア・ヘルツェゴビナ代表、デンマーク代表との試合でU-23アメリカ合衆国代表に招集された。ボスニア戦で途中出場し、続くデンマーク戦にも出場したが、いずれの試合でもゴールを決めることはできなかった。
2016年1月、アイスランド代表とカナダ代表との親善試合でフル代表に初めて招集された。